# Kawasaki KLR 650
Die Kawasaki KLR ist eine 1984 und mit Varianten bis 2004 in Deutschland angebotene Enduro des Herstellers Kawasaki Heavy Industries. Zunächst nur mit Kickstarter ausgerüstet, wurde ab 1985 auch ein E-Starter angeboten.

## Modellgeschichte

### KL 570/600 A
Zu Beginn hatte die KLR 600 (KL 600 A) 564 cm³ Hubraum und eine Leistung von 42 PS. Sie hat zwei obenliegende Nockenwellen, Flüssigkeitskühlung, kettengetriebene Ausgleichswellen, Aluminiumschwinge, Kickstarter und ein straßentaugliches Fahrwerk. In Italien wurde sie als Modell 570 verkauft, im Rest der Welt als 600er.

### KL 500 A/B
Parallel zur Einführung der KLR 650 wurde für den österreichischen Markt eine KLR 500 kreiert. Es gab sie sowohl als A als auch als B-Version. Neben geänderten Kolben und Zylinder war der Vergaserabstimmung dem geringeren Hubraum angepasst. Welche Änderungen Kawasaki zum 650er Modell noch vorgenommen hat, ist unbekannt.

### KL 650 A
1987 wurde der Hubraum der KLR von 564 auf 651 cm3 aufgestockt. Der Ölvorrat wurde von 2 Liter auf 2,5 Liter aufgestockt und die Nenndrehzahl um 1000/min gesenkt. Der Motor leistete 48 PS. Diese Version hatte einen Tank von 22 Litern Inhalt und eine Kunststoffverkleidung mit einer kleinen Scheibe. Ein Teilesatz zum Nachrüsten des Kickstarters konnte bei Kawasakihändlern erworben werden. Angeboten wurde er in drei Farben, blau-weiß, rot-weiß und weiß-blau.

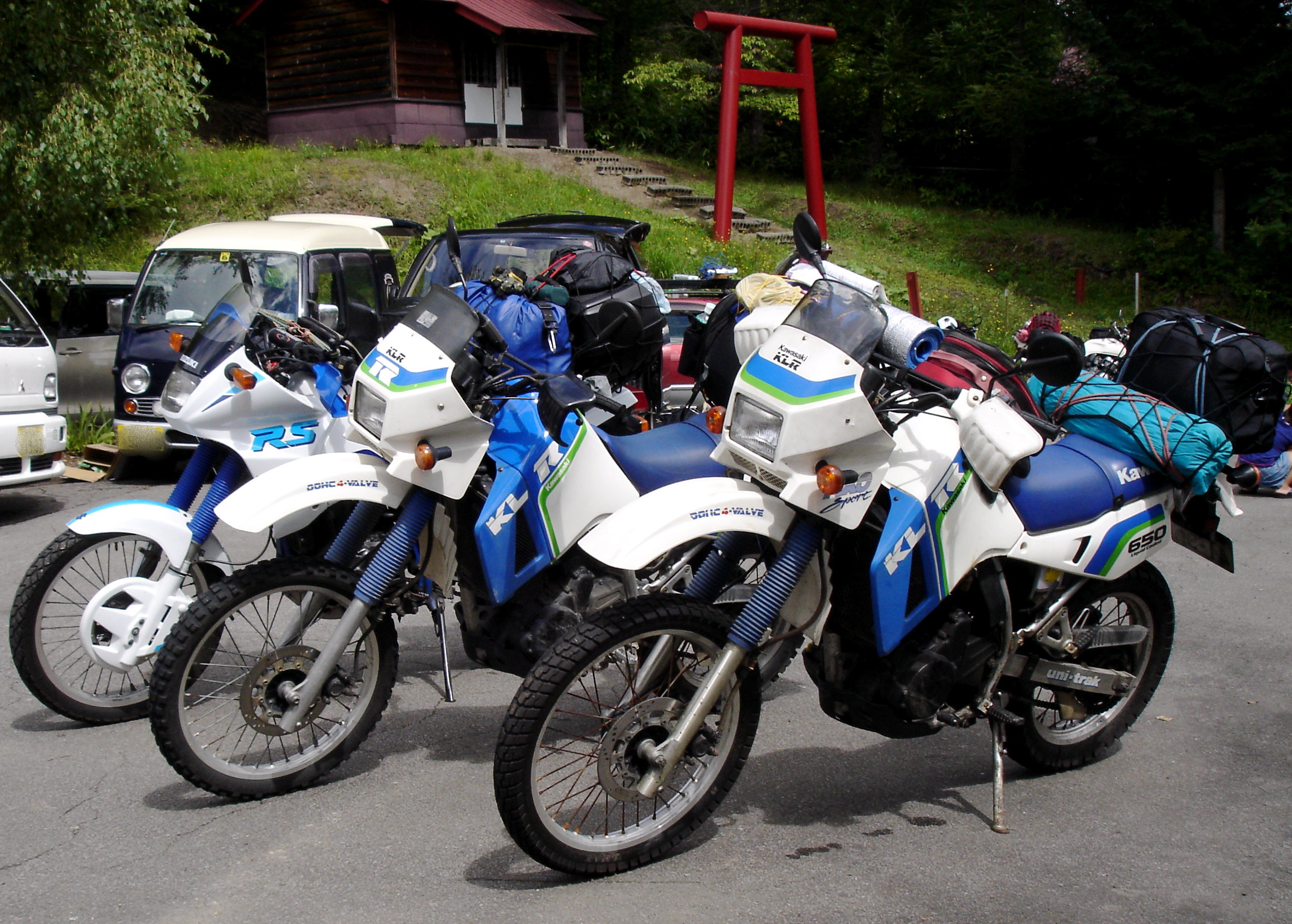
Zwei Kawasaki KLR650A

### KL 650 B
1989 wurde die KLR 650 von der Reiseenduro Tengai (KL 650 B) abgelöst, die bis 1992 angeboten wurde. Der Motor wurde bis auf den nicht lieferbaren Kickstarter unverändert übernommen. Diese Version hatte einen größeren Tank von 23 Litern Inhalt und eine aerodynamische Vollverkleidung mit einer kleinen Scheibe.

### KL 650 C

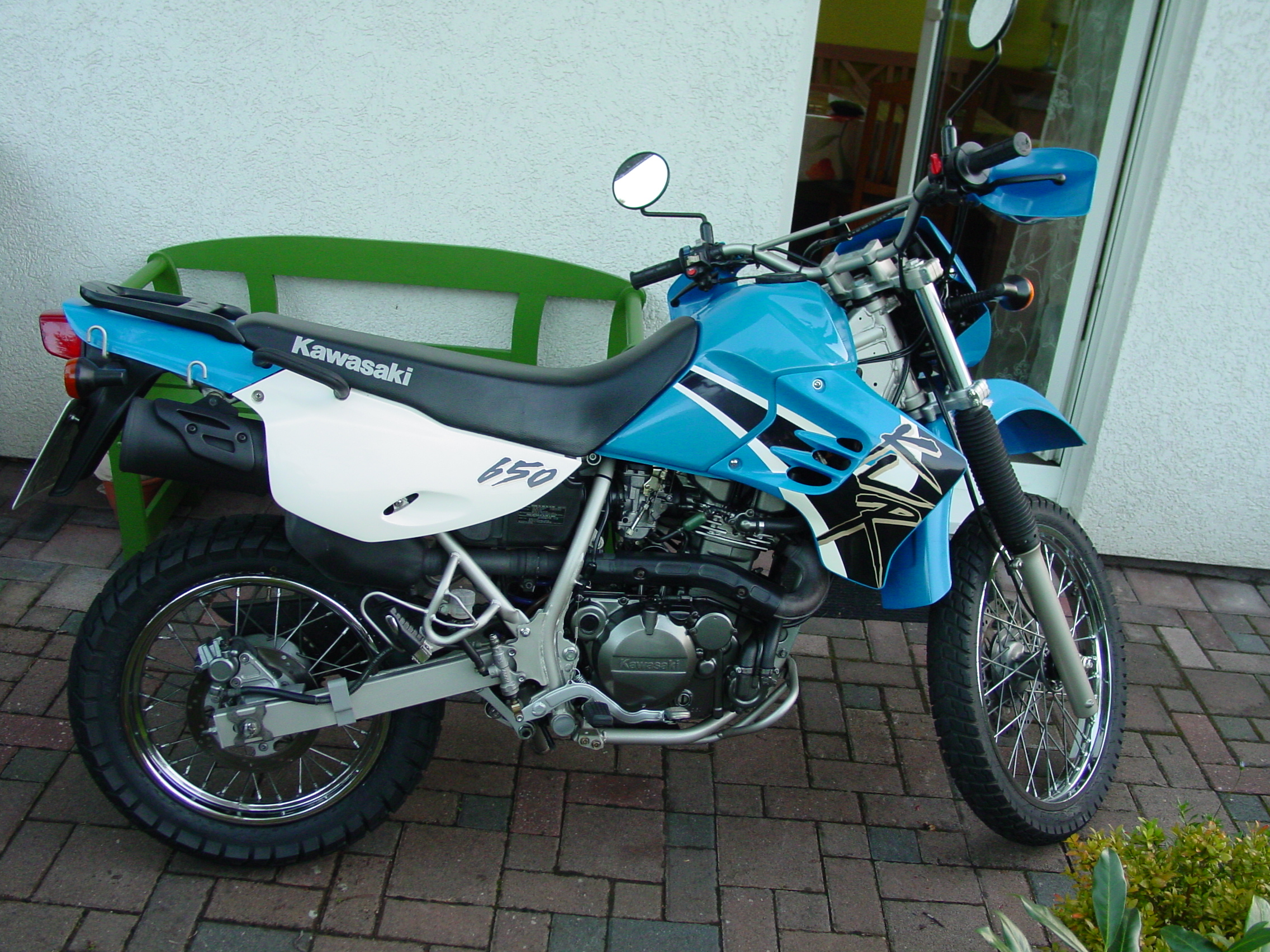
Kawasaki KLR 650 (KL 650 C) von 2002

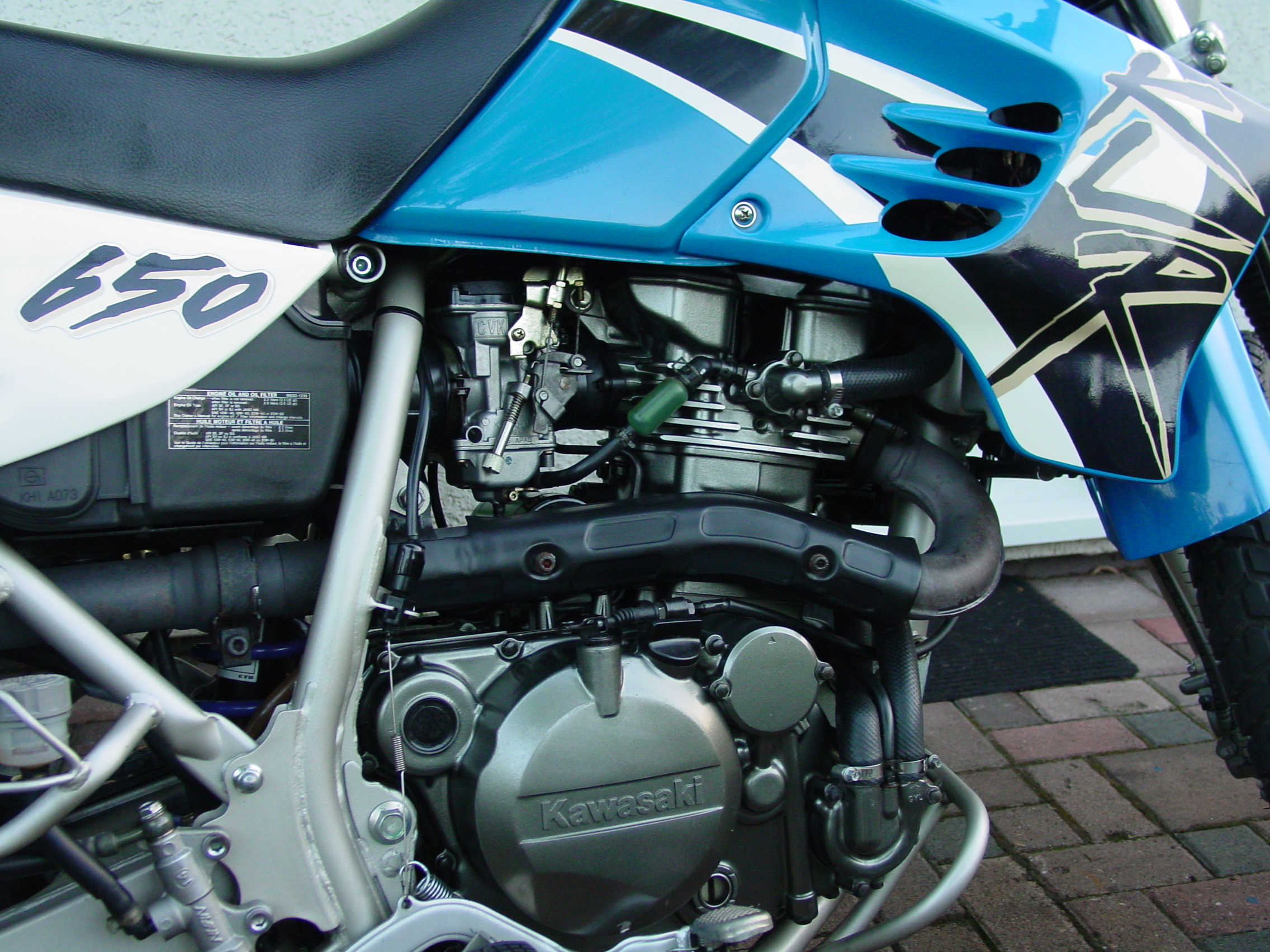
Aufnahme des Motors

1995 kam wieder eine KLR 650 heraus (KL 650 C). Wegen geänderter Abgas- und Geräuschemissionsvorschriften musste die KLR einen anderen Endschalldämpfer und eine geänderte Vergaserabstimmung erhalten, wodurch die Maschine nur noch 42 PS hatte. 1996 wurde die Kawasaki KLR 650 wieder vom Markt genommen und von 1998 bis 2003 erneut angeboten, die Farbvarianten änderten sich in jedem Modelljahr.
Die wesentlichen Unterschiede zur 650A und 650B sind:
- Stahlfelgen statt Alufelgen
- Stahlschwinge
- Tankinhalt von nur 14 Litern
- Doppelkolben Bremssattel vorne mit 280-mm-Bremsscheibe
- Gabeldurchmesser auf 41 mm vergrößert
- Übersetzung des 2. und 3. Ganges verlängert

### KLR 650E
Mit dem Modelljahr 2008, das im Spätsommer 2007 erschien, wurde die KLR einem Facelift unterzogen.
Gegenüber der A und C ist die E etwas weniger auf Geländeeinsatz ausgelegt.
Von 2008 bis 2018 wurden über 100.000 Stück des neuen E-Modells in Australien, Kanada, Südafrika und den USA verkauft.
Die Änderungen umfassen:
- Große Verkleidungen am 22L Tank für besseren Windschutz. Geändertes Heck
- H7 Doppelscheinwerfer mit großer Verkleidung. Das Abblendlicht ist nicht mehr abschaltbar
- Doppelkolbenbremse vorne mit 27 mm Kolben und der von der Tengai und C bekannten 280 mm Scheibe
- Doppelkolbenbremse hinten mit 25 mm Kolben und einer von 230 mm auf 240 mm vergrößerten Scheibe
- Neugestaltete Aluschwinge mit verbesserten Kettenspannern
- Neue Sitzbank
- Die statorbetriebene CDI wurde durch eine batteriebetriebene TCI ersetzt
- Seit Modelljahr 2011 ist die Kupplung ab Motornummer 72320 wieder von 8 auf 7 Reibscheiben 'zurückgebaut' worden
- Das Gewicht ist gegenüber den Vorgängermodellen um ca. 15 kg gewachsen

Mitten im Jahr 2014 gab es ein vorgezogenes Modell 2015, in KLR Kreisen 2014.5 genannt.
Kawasaki hat die Gabelfedern, das Federbein und die Sitzbank verstärkt und somit auf heute übliche Fahrermaße angepasst.

### Technische Daten
- Modell: Kawasaki KLR 650 C (KL 650 C) Baujahre 1995–2003
- Motor: DOHC 1 Zylinder 4-Takt, Flüssigkeitsgekühlt
- Hubraum: 651 cm³
- Bohrung und Hub: 100,0 × 83,0 mm
- Verdichtung: 9,5 : 1
- Höchstleistung : 31 kW (42 PS) bei 7000/min
- Max. Drehmoment : 47 Nm bei 5000/min
- Anlaßsystem: Elektrostarter
- Vergaser: Keihin CVK40
- Verbrauch: Ca. 5,0 L / 100 km
- Zündung: CDI-Schwungradmagnetzünder
- Schmiersystem: Druckumlaufschmierung (Naßsumpf)
- Getriebetyp: sequentielles 5-Gang-Klauengetriebe
- Kupplung: Mehrscheibenkupplung (im Ölbad), 8 Reibscheiben, gegenüber 7 bei den A und B-Modellen.
- Antriebssystem: Kettenantrieb (106 Glieder)
- Primärübersetzung: 2,272 (75/33)
- Sekundärübersetzung: 2,800 (42/15), (43/15) bei A und B-Modellen.
- Gesamtübersetzung: 5,037 (im obersten Gang)
- Getriebeübersetzung:
  - 1. Gang : 2,266 (34/15)
  - 2. Gang : 1,444 (26/18)
  - 3. Gang : 1,136 (25/22)
  - 4. Gang : 0,954 (21/22)
  - 5. Gang : 0,791 (19/24)
- Gesamtlänge:    2,19 Meter
- Gesamtbreite:   0,9 Meter
- Gesamthöhe:     1,22 Meter
- Radstand:       1,49 Meter
- Bodenfreiheit:  0,215 Meter
- Trockengewicht: 168 kg
- Leergewicht:    187 kg

Die Kawasaki KLR wird seit 2022 für Nordamerika, Südamerika, Australien und Thailand wieder produziert.